# Atton
Atton ist eine französische Gemeinde mit 899 Einwohnern (Stand 1. Januar 2022) im Département Meurthe-et-Moselle in der Region Grand Est (vor 2016 Lothringen). Sie gehört zum Arrondissement Nancy und zum Kanton Pont-à-Mousson. Die Einwohner werden Attonais genannt.

## Geografie
Atton liegt etwa 26 Kilometer nordnordwestlich von Nancy an der Mosel, die die Gemeinde im Westen begrenzt. Umgeben ist Atton von den Nachbargemeinden Mousson im Norden, Lesménils im Norden und Nordosten, Morville-sur-Seille im Nordosten, Port-sur-Seille im Osten, Sainte-Geneviève im Südosten und Süden, Loisy im Süden, Blénod-lès-Pont-à-Mousson im Südwesten und Westen sowie Pont-à-Mousson im Nordwesten. In Atton zweigt die Autoroute A313 von der Autoroute A31 ab.

## Bevölkerungsentwicklung
| Jahr                       | 1962 | 1968 | 1975 | 1982 | 1990 | 1999 | 2006 | 2019 |
| -------------------------- | ---- | ---- | ---- | ---- | ---- | ---- | ---- | ---- |
| Einwohner                  | 716  | 773  | 750  | 768  | 806  | 889  | 916  | 872  |
| Quellen: Cassini und INSEE |      |      |      |      |      |      |      |      |

## Sehenswürdigkeiten

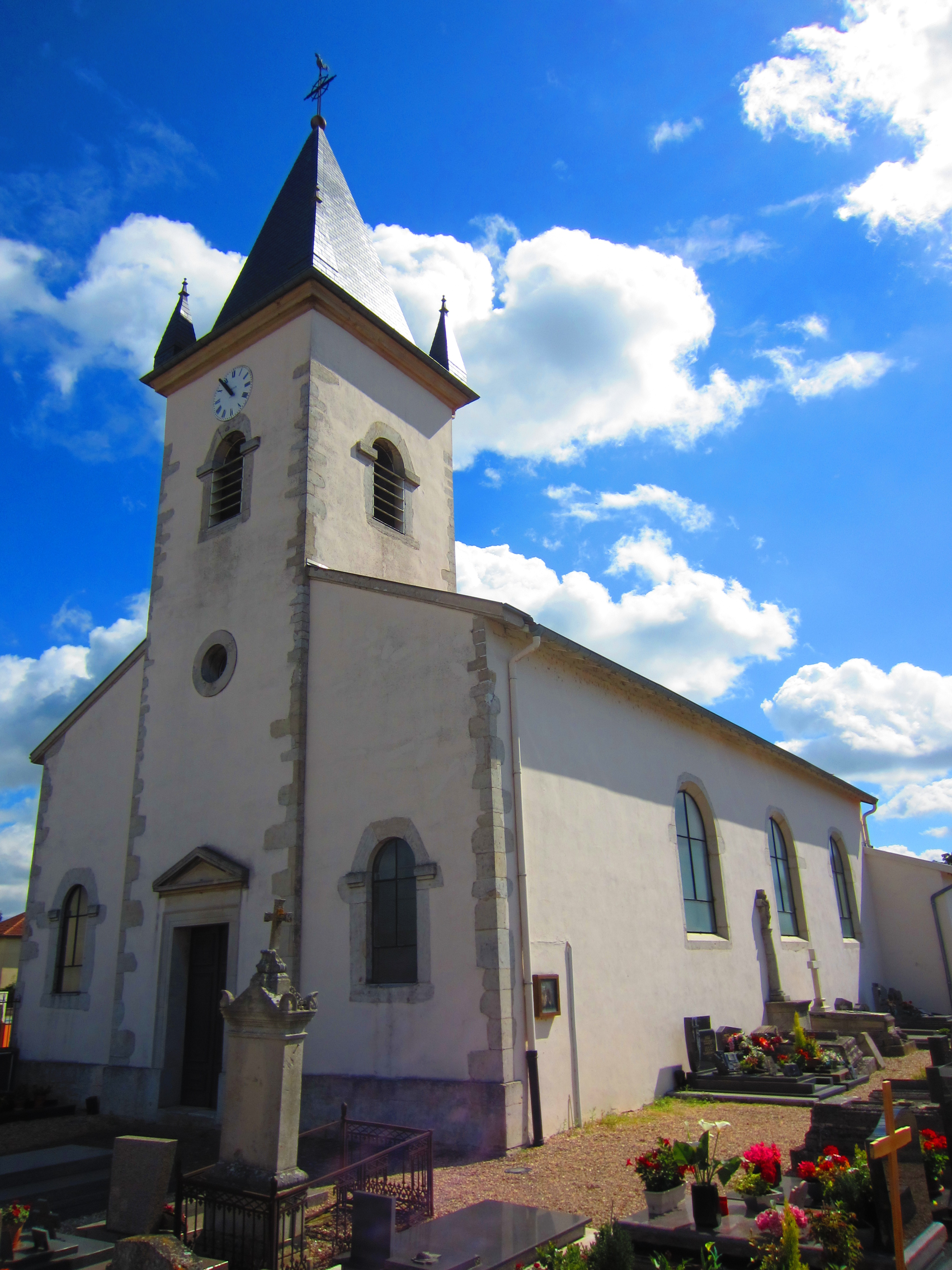
Kirche Saint-Germain

- Kirche Saint-Germain aus dem 18. Jahrhundert
- Mehrere Tumuli
- Reste einer alten Römerstraße